# Johann Heinrich Wedekind

Porträt Karl XII

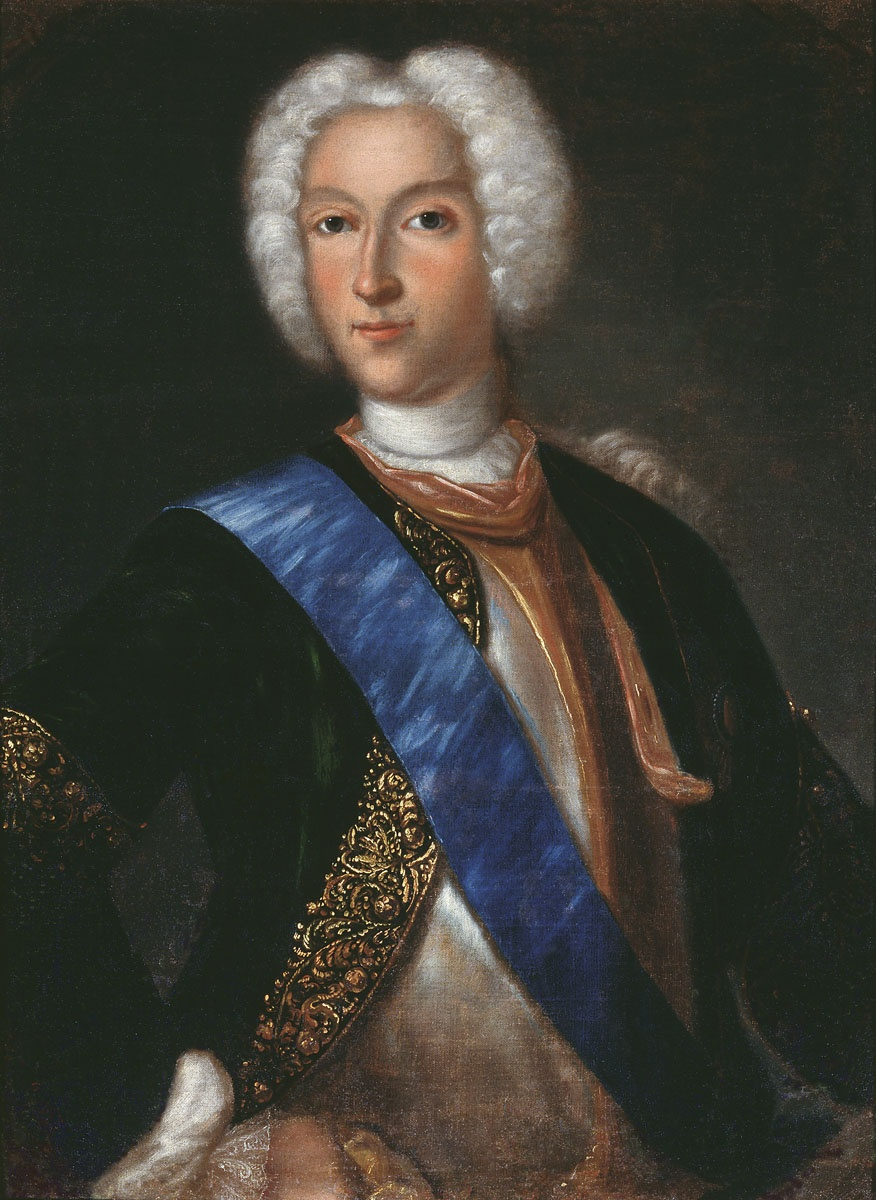
Porträt von Peter II.

Johann Heinrich Wedekind (* 15. August 1674 in Reval (heute Tallinn); † 8. Oktober 1736) war ein in Schweden und später am Hof Peters des Großen wirkender deutscher Porträtmaler und Kopist.

## Leben
Wedekind erhielt seine Ausbildung bei Ernst Wilhelm Londicer. 1698 bemühte er sich um Anstellung als Maler am schwedischen Hof, zog ein Jahr später nach Lübeck und 1700 nach Reval, wo er sich vermählte. Bis 1719 wirkte er als Maler vorwiegend in Schweden und erlangte Berühmtheit als Porträtist König Karls XII., hoher Militärs und bekannter Persönlichkeiten des öffentlichen Lebens. Nach einem Zwischenaufenthalt in Narva wurde er 1725 von Zar Peter dem Großen nach Sankt Petersburg gerufen.  Ab 1732 diente er als Zeichenlehrer beim Kadettenkorps.